# Elka de Levie
Elka de Levie (Amsterdam, 21 novembre 1905 – Amsterdam, 12 dicembre 1979) è stata una ginnasta olandese di origine ebraica, unica superstite dell'Olocausto tra i componenti ebrei della squadra olimpica del 1928.

## Biografia
Nel 1928 Elka de Levie ha vinto la medaglia d'oro olimpica per l'Olanda nella gara a squadre di ginnastica. L'allenatore Gerrit Kleerekoper e cinque delle 12 atlete della squadra di ginnastica olandese erano di origine ebraica: Estella Agsteribbe, Helena Nordheim, Anna Polak, Elka de Levie, e Judikje Simons. De Levie fu l'unica a sopravvivere allo sterminio dell'Olocausto.
Sposata nel 1929 a Andries Abraham Boas, la coppia ebbe due figlie ma divorzio' nel 1943. De Levie e le figlie riuscirono a sfuggire alle deportazioni vivendo nascoste in clandestinità. Morì il 12 dicembre 1979.
Nel 1997 de Levie è stata inserita insieme alle altre ragazze ebree della squadra, e all'allenatore Gerrit Kleerekoper, nell'International Jewish Sports Hall of Fame.